# مایری (باهیا)
مایری (به پرتغالی: Mairi) یک منطقهٔ مسکونی در برزیل است که در باهیا واقع شده‌است. مایری ۱۸٬۶۰۲ نفر جمعیت دارد.